# ولید شویبات
ولید شویبات (به عربی: ولید شعیبات) عضو سابق سازمان آزادی‌بخش فلسطین و مسلمان فلسطینی بود که پس از حملات یازده سپتامبر ۲۰۰۱ به صورت علنی به مخالفت با اسلام، گروه حماس، حزب‌الله لبنان، القاعده و جهادیون مسلمان پرداخت و حمایت خودش را از کشور اسرائیل اعلام کرد.